# Thylogale ignis
Thylogale ignis — вид дрібних сумчастих з родини Кенгурові (Macropodidae). Етимологія: лат. ignis — «вогонь», вказує на вулканізм, який похоронив Гамільтонський ярус під лавою. Місце знаходження викопних решток: англ. Hamilton Local Fauna, поблизу міста Гамільтон, західна Вікторія. 